# 塔曼拉塞特區

22°47′N 5°31′E / 22.783°N 5.517°E
塔曼拉塞特區（阿拉伯语：‎），是阿爾及利亞的行政區，位於該國東南部，由塔曼拉塞特省負責管轄，首府設於塔曼拉塞特，面積131,151平方公里，2008年人口96,843，人口密度每平方公里0.7人。